# Brutte compagnie
Brutte compagnie è un singolo del cantautore italiano Fulminacci, pubblicato il 17 dicembre 2021 come primo estratto dalla riedizione del suo secondo album in studio Tante care cose e altri successi, dalle etichette Artist First e Maciste Dischi.

## Video musicale
Il videoclip del brano, diretto da Danilo Bubani, è stato pubblicato il 21 dicembre 2021 attraverso il canale YouTube di Maciste Dischi, e vede la partecipazione del doppiatore Mino Caprio.

## Tracce
1. Brutte compagnie – 3:09